# 1826년 미국 하원의원 선거
1826년 미국 하원의원 선거는 1826년 미국에서 치러진 하원의원 선거이다. 

## 선거 결과
| 정당       | 의석수 |
| ---------- | ------ |
| 민주공화당 | 113석  |
| 국민공화당 | 100석  |
| 합계       | 213석  |